# 中华仙影海葵
中华仙影海葵（学名：Cereus sinensis）为绿海葵科仙影海葵属的动物。分布于太平洋沿海，包括黄海、渤海、东海、南海沿海等海域，主要附着在泥沙中。